# Batang Sinamar
Batang Sinamar är ett vattendrag i Indonesien. Det ligger i den västra delen av landet, 900 km nordväst om huvudstaden Jakarta.